# Station Charles-Darwin

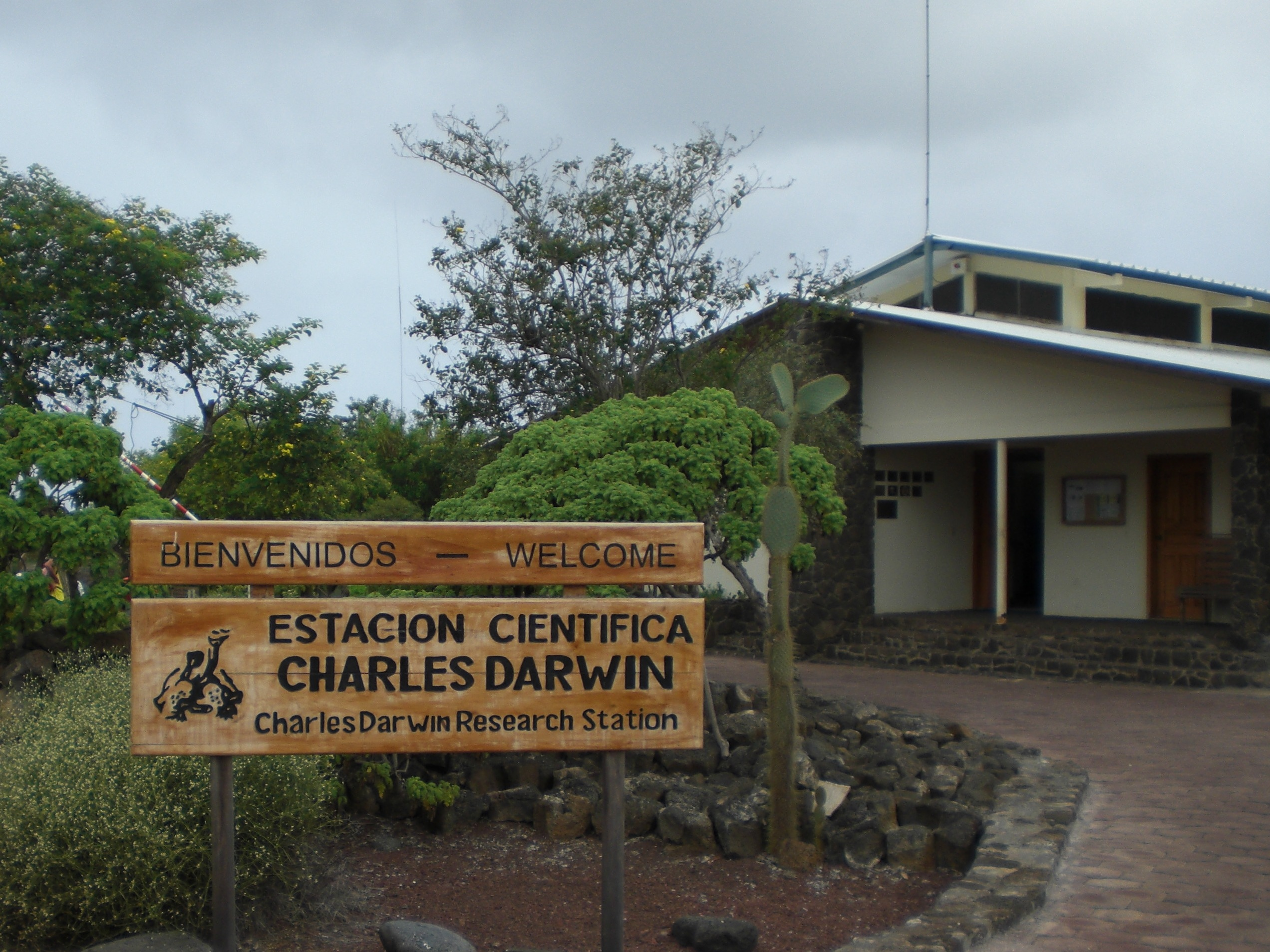
Entrée de la station Charles Darwin.

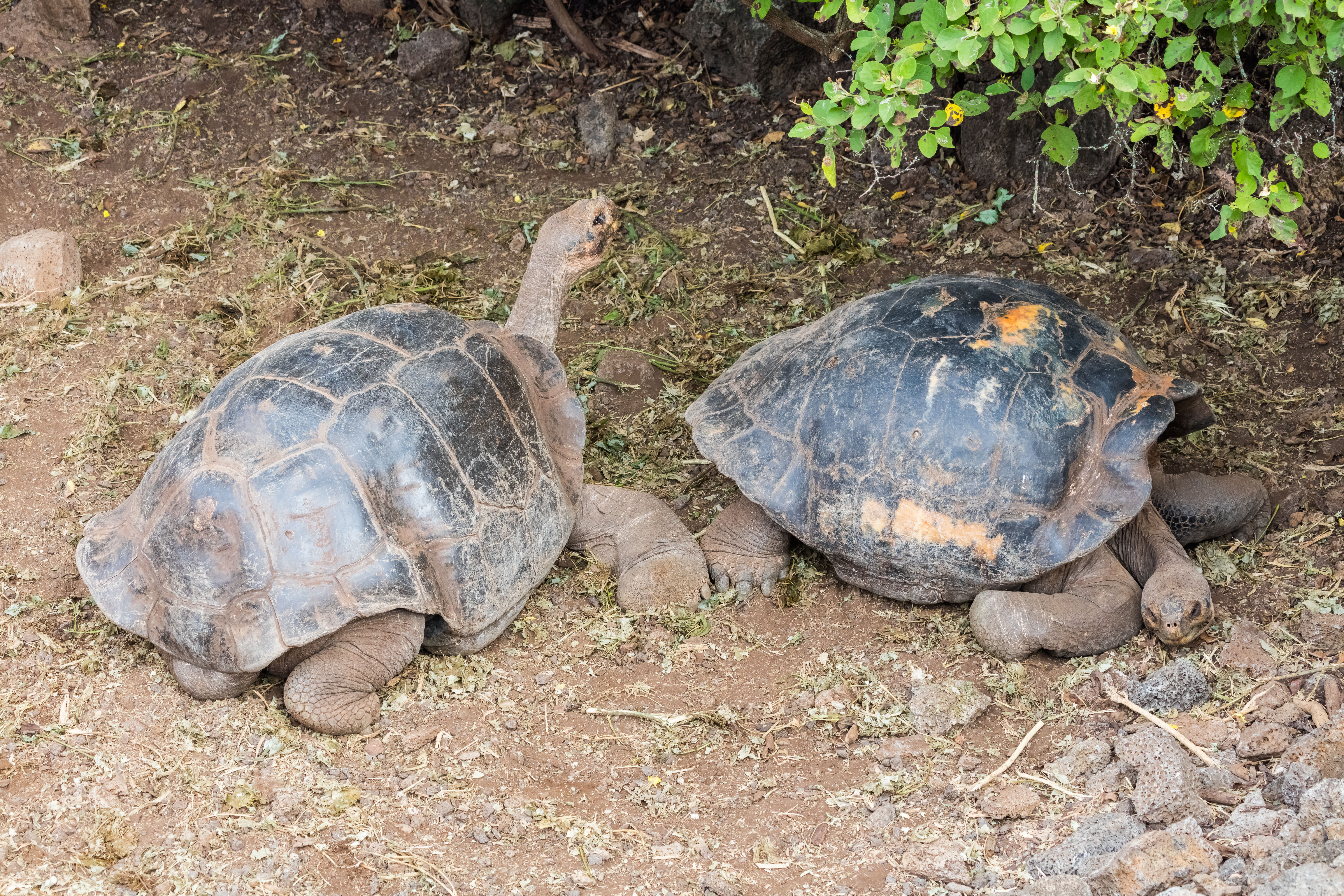
Tortues (Chelonoidis chathamensis) au centre de recherche.

La station Charles-Darwin est un centre de recherche international lié au Servicio Parque Nacional Galápagos (SPNG) et situé à Puerto Ayora, sur l'île Santa Cruz, dans l'archipel des Galápagos (Équateur), dans l'Océan Pacifique.

## Histoire
Sous la pression des scientifiques réunis sous la bannière de la Fondation Charles Darwin (en), la construction de la station scientifique commença au début de l’année 1960 face à Academy Bay grâce à des subventions de l’UNESCO et des fonds de l’Équateur. La station fut officiellement inaugurée en 1964.
En 1965, le gouvernement équatorien émit le décret 525 afin de délimiter le parc national, de protéger les tortues géantes et d’éliminer les chèvres sauvages. Les premiers programmes de protection débutèrent en 1968, en même temps qu’était créé le Servicio Parque Nacional Galápagos (SPNG). 
En 1973, les îles Galápagos, jusque-là simple territoire, devinrent une province à part entière de l’Équateur. L’Instituto Nacional de los Galápagos (INGALA) fut créé en 1980 dans le but de développer les îles sur le plan touristique et économique, notamment en réalisant des gros œuvres comme les aéroports.

## Actions et recherches
Outre l’étude de la géologie, de l’océanographie et de la biodiversité de l'archipel, la station cherche des solutions pour harmoniser l’activité humaine et le milieu naturel protégé par le parc national et sa réserve marine. Elle contribue à l’élimination des espèces invasives introduites dans les îles, qui menacent la survie des espèces indigènes, et à l’éducation des habitants et des touristes par des médiations scientifiques, des expositions, des films (voir EEDD). 